# Bonate Sopra
Bonate Sopra är en ort och kommun i provinsen Bergamo i regionen Lombardiet i Italien. Kommunen hade 10 085 invånare (2018).